# Crescent Hotel (Eureka Springs, Arkansas)

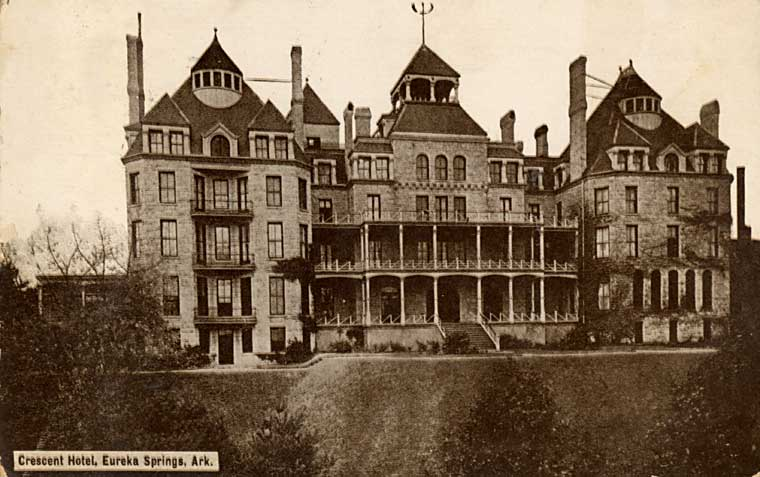
Crescent Hotel, Eureka Springs, Arkansas, circa 1886

Das Crescent Hotel ist ein historisches Hotel in Eureka Springs, Arkansas. Es gilt als Amerikas am meisten von Geistern heimgesuchtes Hotel (America’s most haunted hotel) und bietet gegen Gebühr Geisterführungen an. Das „1886 Crescent Hotel & Spa“ ist Mitglied der Vereinigung „Historic Hotels of America“, einem Programm des National Trust for Historic Preservation.

## Geschichte
Das Crescent Hotel wurde 1886 als Luxus-Resort fertiggestellt und eröffnet, erwies sich aber bald als Fehlinvestition und drohte zu verfallen. Von 1908 bis 1924 diente das Gebäude als „Crescent College and Conservatory for Young Women“. 1930 erfolgte die Wiedereröffnung als „Junior College“. Nachdem das College 1934 geschlossen hatte, wurde das Crescent als Sommerhotel vermietet.
1937 erwarb Norman G. Baker das Haus und machte daraus ein Hospital und Gesundheits-Resort. Baker, ein reicher Erfinder und Radiobetreiber, präsentierte sich als Doktor, hatte jedoch keinerlei medizinische Ausbildung. Er gab vor, eine Reihe von Kuren gegen verschiedene Erkrankungen, darunter Krebs, entwickelt zu haben. Die Schulmedizin griff er immer wieder als korrupt und profitorientiert an.
Nachdem er wegen medizinischer Aktivitäten ohne entsprechende Lizenz Iowa hatte verlassen müssen, verlegte er sein lukratives Geschäft mit Kuren nach Arkansas. 1941 wurde er wegen Postbetrugs verurteilt und verbrachte einige Jahre im Gefängnis. Das Crescent Hotel stand wieder einmal leer.
1946 kauften John R. Constantine, Herbert E. Shutter, Herbert Byfield und Dwight Nichols das Hotel. Am 15. März 1967 wurde das Gebäude durch einen Brand schwer beschädigt. Der einzige noch lebende Besitzer zu dieser Zeit war Dwight Nichols.
1997 kauften Marty und Elise Roenigk das Crescent Hotel für 1,3 Millionen US-Dollar. Das Hotel wurde sechs Jahre lang renoviert und 2002 in neuem Glanz wieder eröffnet. 2009 starb Marty Roenigk bei einem Verkehrsunfall; Elise Roenigk blieb danach die alleinige Besitzerin.

## Geister
Am häufigsten wird von einem rothaarigen irischen Maurer berichtet, dem das Personal den Spitznamen „Michael“ gab. Er soll beim Bau des Hotels 1885 durch einen Sturz vom Dach ums Leben gekommen sein. Sein Refugium als Geist soll Zimmer 218 sein.
Aus den Zeiten Norman G. Bakers wird von einer Krankenschwester berichtet, die in weißer Kleidung eine Bahre schiebt. Sie soll nach 11 Uhr abends im dritten Stock erscheinen, die Zeit, zu der man damals die verstorbenen Patienten aus dem Hotel brachte.
Auch „Doktor Baker“ selbst soll schon gesehen worden sein. In Zimmer 419 soll ein weiblicher Geist umgehen, der sich selbst als Theodora vorstellt. Daneben sollen noch etliche weitere paranormale Phänomene bezeugt sein.

## In der Populärkultur
- 2007 war das Hotel Thema der Fernsehshow Ghost Hunters; die Geisterjäger konnten mit einer Wärmebildkamera angeblich einen Geist sichtbar machen.
- 2016 wurde das Hotel in der Fernsehshow Paranormal Witness besucht.
- 2019 erschien das Hotel in der Fernsehshow Ghost Adventures.